# Gerald Sibon
Gerald Sibon (né le 19 avril 1974 à Emmen) est un footballeur néerlandais jouant actuellement pour le SC Heerenveen.

## Carrière
- 1993-1994 : FC Twente ( Pays-Bas)
- 1994-1996 : VVV Venlo ( Pays-Bas)
- 1996-1997 : Roda JC ( Pays-Bas)
- 1997-1999 : Ajax Amsterdam ( Pays-Bas)
- 1999-jan.2003 : Sheffield Wednesday ( Angleterre)
- jan.2003-2004 : SC Heerenveen ( Pays-Bas)
- 2004-2006 : PSV Eindhoven ( Pays-Bas)
- 2006-2007 : FC Nüremberg ( Allemagne)
- 2007-2010 : SC Heerenveen ( Pays-Bas)
- 2010-2011 : Melbourne Heart FC ( Australie)
- 2011- : SC Heerenveen ( Pays-Bas)